# Quý Trì
Quý Trì (chữ Hán giản thể: 贵池区, âm Hán Việt: Quý Trì khu) là một quận của địa cấp thị Trì Châu, tỉnh An Huy, Cộng hòa Nhân dân Trung Hoa. Quận Quý Trì có diện tích 2432 km², dân số 630.000 người, mã số bưu chính 24700. Quận Quý Trì được chia thành 2 nhai đạo, 8 trấn và 19 hương. Quận lỵ tại đường Trường Giang Nam.
- Nhai đạo biện sự xứ: Trì Dương, Thu Phổ.
- Trấn: Ân Hối, Ô Sa, Mai Nhai, Mai Long, Bài Lâu, Quan Tiền, Mã Nha, Quyên Kiều.
- Hương: Thanh Khê, Giang Khẩu, Trú Giá, Nguyễn Kiều, Mộc Giáp, Yến Đường, Đồng Sơn, Đường Điền, Cao Thản, Quán Khẩu, Đường Khê, Mai Thôn, Giải Phóng, Đông Thượng, Mao Thản, Lý Sơn, Lưu Nhai, Cao Tích Lĩnh, Đồng Tử Sơn.